# Rio Guandu Mirim
Rio Guandu Mirim (portugisiska: Rio Guandu-Mirim) är ett vattendrag i Brasilien.   Det ligger i delstaten Rio de Janeiro, i den sydöstra delen av landet, 900 km sydost om huvudstaden Brasília.
Omgivningen kring Rio Guandu Mirim är det i huvudsak tätbebyggt. Området är mycket tätbefolkat, med 5 021 invånare per kvadratkilometer.